# スティーピ・ダービシュ
スティーピ・ダービシュ（Stipe Drviš、男性、1973年6月8日 - ）は、クロアチアのプロボクサー。元WBA世界ライトヘビー級王者。

## 人物
主戦場となったドイツではスティーピ・ドレウス (Stipe Drews) の名前で知られている。196cmの長身でリーチが長く、スピードを兼ね備えたボクサーであるため「スパイダーマン」の愛称を持っている。また、祖国クロアチアではバスケットボールの選手としても活躍している。2007年にクロアチア出身のボクサーとしては初めて世界王者になった。

## 来歴

### アマチュア時代
ダービシュはアマチュア時代にも実績を残している。クロアチアの代表として1996年のヨーロッパ選手権に出場しており、さらに同年アトランタオリンピックにもライトヘビー級の選手として出場している。ベスト8まで進出したが、準々決勝で敗れている。

### プロ時代
五輪出場を果した後、ダービシュは1999年5月22日にプロボクサーとしてデビューした。主にプロボクシングの盛んなドイツを主戦場にして、2000年10月1日には空位のドイツインターナショナルライトヘビー級タイトルを獲得した。さらに2002年11月23日には空位のIBFインターコンチネンタルライトヘビー級タイトルを獲得、2003年2月8日には空位のEBU欧州ライトヘビー級タイトルをシルビオ・ブランコと争い、12回判定で勝利し獲得した。同タイトルを3度防衛した後、2004年8月15日にWBC世界ライトヘビー級挑戦者決定戦でポール・ブリッグスに初めての敗戦を喫し、メジャータイトル挑戦が遠のいた。しかし、2005年6月18日にはWBOインターコンチネンタルのタイトル獲得に成功し、再び世界タイトル戦線に浮上する。
そして2007年4月28日にシルビオ・ブランコの持つWBA世界ライトヘビー級タイトルに挑戦し、12回判定で勝利してメジャータイトルを獲得した。
しかし、2007年12月16日、敵地豪州のパースにてダニー・グリーン（オーストラリア）に判定負けを喫し、タイトルの初防衛を果たすことは出来なかった。

## 獲得タイトル
- 全ドイツインターナショナルライトヘビー級王座
- WBOインターコンチネンタルライトヘビー級王座
- IBFインターコンチネンタルライトヘビー級王座
- EBU欧州ライトヘビー級王座
- WBA世界ライトヘビー級王座